# 家族計画 (ゲーム)
『家族計画』（かぞくけいかく）は、2001年11月2日にD.O.から発売された18禁ハートフルコメディーアドベンチャーゲーム。通称「家計」。
本項では、続編作品『家族計画 そしてまた家族計画を』も併せて記載する。

## 概要
天涯孤独の主人公、リストラ中年、中国人の密入国者、家出娘、自殺願望の女性など、社会から冷たくされる者たちが擬似家族を作り、各々の過酷な運命から互いに身を守っていく姿を描いた作品である。
同じく山田一が手がけた『加奈 〜いもうと〜』『星空☆ぷらねっと』と並んで、D.O.社内で「社会派タイトル」と呼ばれていた作品である。
本作の発売後、様々な家庭用ゲーム機などに追加要素を加えられて移植された。また、2004年7月30日には続編作品『家族計画 〜そしてまた家族計画を〜』も発売された。

## 歴史
- 2001年11月2日 - 『家族計画』（通称：無印、音声なし）発売。
- 2002年12月27日 - 『家族計画〜絆箱〜』発売。音声やグラフィックの追加。
- 2004年7月30日 - 『家族計画 そしてまた家族計画を』発売。
- 2005年2月24日  - PlayStation 2版『家族計画〜心の絆〜』発売。CEROレーティング15歳以上対象。
- 2005年3月18日 - 『家族計画〜追憶〜』発売。ゲーム内容は絆箱と同じ。同梱特典等を外した廉価版。
- 2010年8月12日 - PlayStation Portable版『家族計画』発売。
- 2013年10月24日 - PlayStation 3版『家族計画 Re:紡ぐ糸』発売[2]。
- 2013年11月29日 - Windows XP、Vista、7、8対応版『家族計画 Re:紡ぐ糸』発売。但し、XPを使用しているユーザーはSP3適用が必須となっている。便宜上、当項目では新PC版と表記。
- 2014年6月10日 - PlayStation Vita版「家族計画 Re:紡ぐ糸」ダウンロード専用発売[3]。

## あらすじ
沢村司は行き倒れの少女・春花を助けたのをきっかけに一癖ある人々と次々に出会い、やがて住んでいたアパートを追い出される。司らは古びた一軒家に流れ着き、他人同士が家族を演じながら暮らす「家族計画」に参加することになる。

## 登場人物
キャストは絆箱・そしてまた家族計画を / 心の絆・PSP版・ドラマCD（一部） / Re：紡ぐ糸。ただし、同じ場合は省略する。無印版は声なし。
高屋敷 司（たかやしき つかさ） / 沢村 司（さわむら つかさ）
声 - 小野大輔（ドラマCDのみ）
主人公。天涯孤独の青年。劉家輝が経営する中華料理店のアルバイトで生計を繋ぐ。再三、入社を誘われるが本人は乗り気になれないでいる。どっちつかずの日々を送るある日、路地裏で春花を助けたことによって物語が始まる。20歳、長男役。
高屋敷 寛（たかやしき ひろし） / 広田 寛（ひろた ひろし）
声 - 比留間狂ノ介 / 若本規夫 / 佐藤涼樹
謎多きリストラ中年。カラスと縄張り争いをしつつ路上生活をしていたところ、司が春花を助けているのを目撃し、「不公平だから、自分も助けてもらう権利がある」と強引に司の部屋に乗り込んでくる。その後、行き場を失い高屋敷家に集まった面々に「家族計画」を提案する。外見からは解りにくいが正気を失っている。従軍経験があり、高屋敷家に乗り込んできた中国人マフィア5名を無力化させる程の実力者でもある。父親役。
高屋敷 真純（たかやしき ますみ） / 板倉 真純（いたくら ますみ）
声 - MIWAKO / 畠山美和子 / 平野響子
結婚詐欺の男に騙され自殺しようとしたところを、通りかかった司たちに助けられる。意志が弱いと思い込んでいるために一人で生きていく気力を持てず、司を頼って訪ね高屋敷家に迷い込む。時折、怪しい色気を放つ。母子家庭に育った。30歳、母親役。
高屋敷 青葉（たかやしき あおば）
声 - 北都南 / 七ヶ瀬輪（Re：紡ぐ糸）
「高屋敷家」の屋敷の持ち主（自称）。資産家の娘で、政略結婚の後生まれ育った旧宅へ逃げる。公園などで似顔絵書きなどをして生計を立てているところを司に説得され、高屋敷家に本計画に不承不承ながらも賛同せざるを得ない立場となる。司を昏倒させるほどの言語的攻撃能力を持つが、立ち居振る舞いは優雅で気品を感じさせる。22歳、長女役。
高屋敷 準（たかやしき じゅん） / 大河原 準（おおかわら じゅん）
声 - 杉沢淳子 / 今井由香 / 桐谷華
司の学生時代の同級生で、金儲けが全てという価値観の持ち主。簡単な法律知識には精通しており、高屋敷家の居住権主張の際に家屋所有権者に対し論陣を張るなど対社会活動には大きく寄与する。幼少の頃に義母に毒入りのスープを盛られたトラウマ（コンシューマ版では義母に腐った食べ物を食べさせられたトラウマに変更されている）があり、基本的に栄養補助食品しか口にすることが出来ない。20歳、次女役。
景ルートでは寛に催眠術で拒食症を克服させられ、もんじゃを食べに行くシーンがあった。
高屋敷 春花（たかやしき はるか） / 王 春花（ウォン チュンファ）
声 - 佐々留美子（ドラマCDも） / あおきさやか / 桃井穂美
何者かに追われ行き倒れになっているところを司に助けられた、中国人娘。母親に一目会いたくて日本にやってきた。三女役。
いつも笑顔で能天気だが、短期間で日本語を習得するなど聡いところも見せる。マッサージがとてもうまい。
高屋敷 末莉（たかやしき まつり） / 河原 末莉（かわはら まつり）
声 - 片瀬唯 / 結衣菜（Re：紡ぐ糸）
よんどころのない事情により家出をし、公園でダンボールハウスを作って生活するも、嵐で壊れて高屋敷家に逃げ込んだ少女。実はやおいの趣味があり、それ系の小説を書いている。中学一年生。13歳、四女役。
仲のいい家族に対して強い憧れを持ち、媚を売ってまでなんとか人間関係をつなぎとめようとする面もある。
久美 景（ひさみ けい）
声 - 杉沢淳子 / 今井由香 / 桜川未央
準の双子の妹。自分を育ててもらった養護施設を切り盛りしている。学生の頃から、司に好意を持っている。姉同様のトラウマから料理を口にできないが、彼女は牛丼も食べられる。
かわいい女の子を見ると見境なくめでようとする悪癖がある。
劉 家輝（ラウ カーフェイ）
声 - 十文字隼人 / 子安武人 / 銀二郎
司が働いている中華料理店「龍龍」の店長代理。実質的に店を経営しているのは彼なのだが、立場を「代理」としておくと色々と都合が良いとのこと。両性愛者であり、司に好意を持っている。
裏の顔があり、地縁よりも擬似的な家族関係で結びついた多国籍集団「家属」を束ねている。司に関心を抱いているのも、彼を組織に抱き込もうとしているからである。
劉 楓（ラウ フォン）
声 - 鎌田千歳 / 内川藍維 / 春野雪
劉家輝の妹だが、実妹ではない。きまじめで潔癖なため、兄のことは深く敬愛しているものの、彼の奔放な言動には振り回されることが多い。司に好意を持つように兄によって巧妙に誘導されたが、報われぬ恋に終わる。
山名 順子（やまな じゅんこ）
声 - 白井綾乃
春花の母親。留学先でレイプされその後女児を産み落とし、その子供を置き去りにして帰国してきた（コンシューマ版では留学先で知り合った現地の男性と結婚して彼女をもうけたが、産んだのが女児だったためにひどい扱いを受け、人志によって救い出されたという設定に変更されている）。
そのトラウマから海外渡航時代の記憶をすべて失っており、そのことに触れられると錯乱状態に陥ってしまう。
山名 人志（やまな ひとし）
声 - 天野和仁
順子の夫。心に傷を持つ妻をいたわり、過去を思い起こさせるような人物との接触を警戒している。
真面目な反面、余裕に欠けるところがあり、財産を失って追い詰められた状態で登場する景ルートでは、娘を初対面の司に預けようとするとっぴな行動に出た。また、肉体を極限まで鍛えていることも判明した。
山名 由利（やまな ゆり）
声 - 野神奈々
順子の娘。春花の異父妹にあたる。利発な良い子。
家族思いで、「人志君人形」という父親そっくりな人形を携行している。
伊佐坂
高屋敷家の隣人。台詞は多くないが、言葉よりも雄弁なハンドサインをしてくる。近隣住民が高屋敷家を白眼視する中、唯一好意的に接してくる人物。
大場 康幸
司の親戚、幼い頃の司を引き取った。妻子の司への虐待を止め切れなかったが、彼からはあまり恨まれていない模様。
添田 達也（そえだ たつや）
声 - 山本尚弘
真純の元婚約者。
真純をたぶらかし、貯金300万円を奪おうとしていたが司によって阻止される。
中崎 良太（なかざき りょうた）
声 - 岡野浩介
末莉が引き取られた親戚の家の少年。彼女に陰湿なちょっかいを出してくる。
ジョディ
末莉のパート先の同僚。縦にも横にもビッグサイズ。
蘭霞（ランシャン）
末莉のパート先の同僚。いいひと。
ミーシャ
末莉のパート先の同僚。とてもいいひと。
氷室 冴子（ひむろ さえこ）
声 - 武政弘子
景が勤めている児童養護施設「うぐいす学園」の園長。
小夜（さよ）
声 - 加仁礼
「うぐいす学園」の孤児。おませさん。人見知りが激しいため環境の変化にはなじみにくく、後に景の元で暮らすことになる。
景によれば発達が少し遅れ気味らしいが、花札にはめっぽう強い。
鳥（とり）
青葉に捕獲された、高屋敷家のペットのカラス。本名はクロード。司はなぜか彼の言いたいことがわかる。
景ルートでも登場。司は知り合いの鳥と考えているらしい。
アスタルエゴ
近所の猫。猫らしからぬ声で鳴く。

## スタッフ
- シナリオ - 山田一
- 原画 - 福永ユミ
- ムービー製作 - 神月社
- 音楽 - I've

### 主題歌
オープニング「同じ空の下で」
作詞 - MOMO、高瀬一矢 / 作曲・編曲 - 高瀬一矢 / 歌 - KOTOKO
エンディング「philosophy」
作詞 - KOTOKO、高瀬一矢 / 作曲・編曲 - 高瀬一矢 / 歌 - MOMO

## 家族計画 そしてまた家族計画を
『家族計画 そしてまた家族計画を』（かぞくけいかく そしてまたかぞくけいかくを）は、2004年7月30日にシーディーブロス内のブランド・高屋敷開発から発売された、18禁アドベンチャーゲームである。
本作は『家族計画』本編の末莉エンドの後日談。本編と比べてストーリーが短くなっている。
特典である「家族計画〜絆本〜」は、単体で発売される予定だったが、延期に延期を重ね発売中止になった。代わりに『家族計画 そしてまた家族計画を』の発売が決まり、「絆本」はその特典としてつくことが発表された。また通常版とともに、ネット認証を必要とするアクチベーション版も発売したことでも知られる。
アクチベーション版ユーザー向けにインターネット上で音声追加パッチを配布するサービスを行い、通常版ユーザーにもアンケート葉書を送ることで音声追加ディスクを郵送していたが、のちに葉書を送れば同ディスクを入手できるようになった。ただ、通常版とアクチベーション版のゲームに実質上の違いはなく、通常版でもダウンロード用音声追加パッチを適用でき、アクチベーション版の特徴であるネット認証を必要とせずにプレイできるようになっている。

### 登場人物（そしてまた家族計画を）
以下のキャラクターが新規に登場する。
沢村 明莉（さわむら あかり）
声 - 紫苑みやび
私生活で、切羽詰ってどうしようもなくなり司を頼ってくる。司のことを慕っているが、それを表に出せずにいる。司と末莉の曾孫（末孫）。
由高 鳥子（ゆたか とりこ）
声 - 金松由花
司の家の前で倒れていた。かなりの美少年。

## 関連商品
- 家族計画 パラダイムノベルス（2002年2月25日）ISBN 4-89490-142-0
- サウンドトラックアルバム『家族計画〜絆の響〜』（2004年9月8日、KNS Entertainment / AKCI-26013）
- ドラマCD 家族計画〜邂逅〜（マリン・エンタテインメント、シナリオは朝西真砂[5]）
  - 第一巻（2005年8月12日）
  - 第二巻（2005年10月21日）

- - キャスト
    - 高屋敷司：小野大輔
    - 高屋敷寛：若本規夫
    - 高屋敷青葉：北都南
    - 高屋敷準：今井由香
    - 高屋敷春花：佐々留美子
    - 高屋敷末莉：片瀬唯
    - 高屋敷真純：畠山美和子
    - 劉家輝：子安武人
    - 劉楓：内川藍維
    - 田中：鶴岡聡
    - 老人：浦山迅
    - 女性：樋口あかり
    - 鳥：山崎たくみ